# Drosophila ciliotarsa
Drosophila ciliotarsa este o specie de muște din genul Drosophila, familia Drosophilidae, descrisă de Gupta în anul 1990. Conform Catalogue of Life specia Drosophila ciliotarsa nu are subspecii cunoscute.